# Phrynobatrachus ruthbeateae
Espèce
Phrynobatrachus ruthbeateae est une espèce d'amphibiens de la famille des Phrynobatrachidae.

## Répartition
Cette espèce est endémique du Cameroun.

## Étymologie
Cette espèce est nommée en l'honneur de Ruth-Beate Rödel, la mère de Mark-Oliver Rödel.

## Publication originale
- Rödel, Doherty-Bone, Kouete, Janzen, Garrett, Browne, Gonwouo, Barej & Sandberger, 2012 : A new small Phrynobatrachus (Amphibia: Anura: Phrynobatrachidae) from southern Cameroon. Zootaxa, no 3431, p. 54–68.